# WAPAL
WAPAL‏ (WAPL cohesin release factor) هوَ بروتين يُشَفر بواسطة جين WAPAL في الإنسان.